# Carlyle Glean

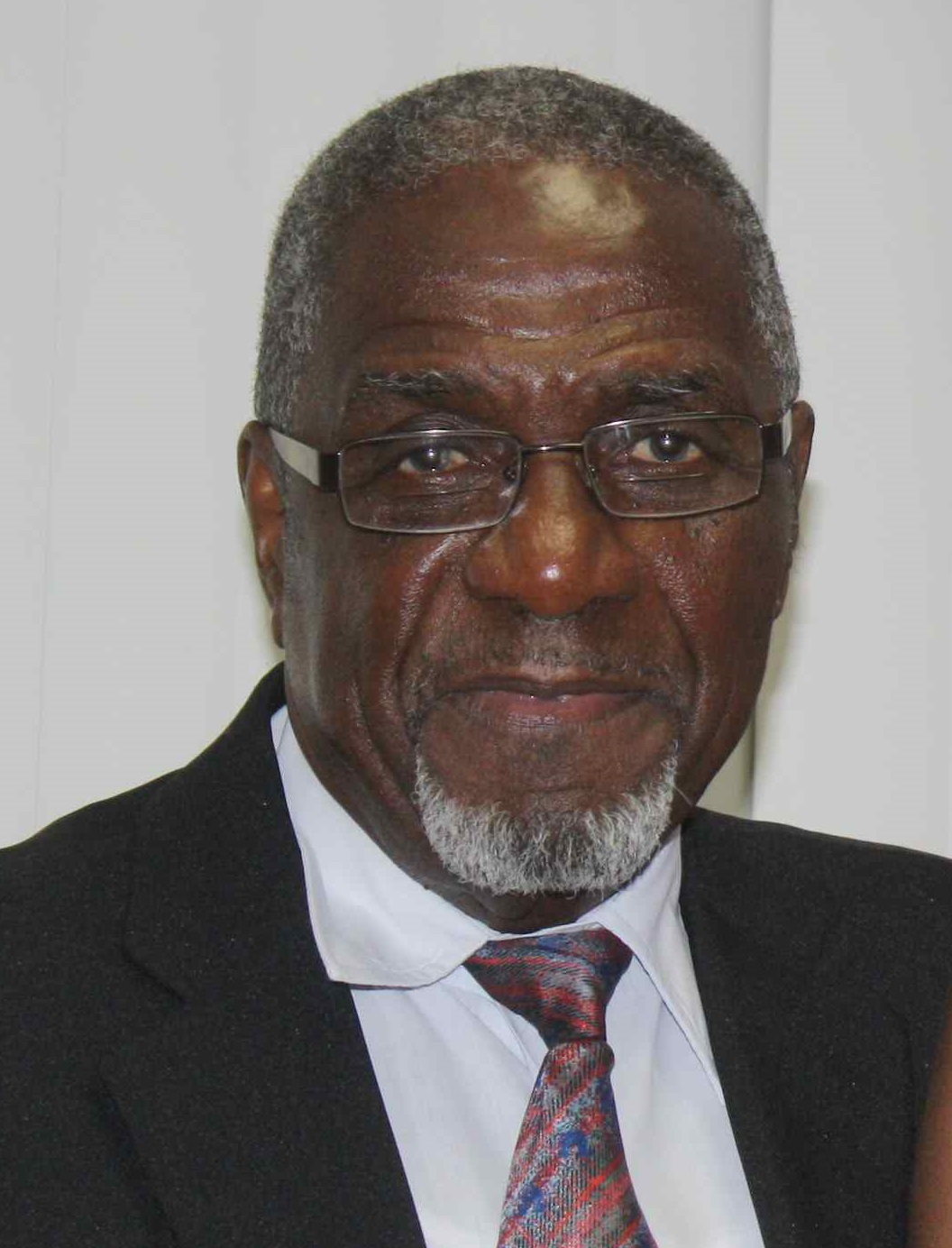
Carlyle Glean (2012)

Sir Carlyle Arnold Glean GCMG (* 11. Februar 1932 in Gouyave; † 21. Dezember 2021) war ein grenadischer Politiker. Er war von 1990 bis 1995 Bildungsminister in der Regierung von Nicholas Brathwaite und von November 2008 bis Mai 2013 Generalgouverneur von Grenada.